# Ютіка (Південна Дакота)
Ютіка (англ. Utica) — місто (англ. town) в США, в окрузі Янктон штату Південна Дакота. Населення — 70 осіб (2020).

## Географія
Ютіка розташована за координатами 42°58′52″ пн. ш. 97°29′48″ зх. д. / 42.98111° пн. ш. 97.49667° зх. д. (42.981085, -97.496661).  За даними Бюро перепису населення США в 2010 році місто мало площу 0,68 км², уся площа — суходіл.

## Демографія
Згідно з переписом 2010 року, у місті мешкало 65 осіб у 31 домогосподарстві у складі 16 родин. Густота населення становила 95 осіб/км².  Було 44 помешкання (64/км²).
Расовий склад населення:
| - 86,2 % — білих - 4,6 % — чорних або афроамериканців - 1,5 % — корінних американців - 4,6 % — осіб інших рас |

До двох чи більше рас належало 3,1 %. Частка іспаномовних становила 4,6 % від усіх жителів.
За віковим діапазоном населення розподілялося таким чином: 21,5 % — особи молодші 18 років, 58,5 % — особи у віці 18—64 років, 20,0 % — особи у віці 65 років та старші. Медіана віку мешканця становила 41,5 року. На 100 осіб жіночої статі у місті припадало 116,7 чоловіків;  на 100 жінок у віці від 18 років та старших — 121,7 чоловіків також старших 18 років.
За межею бідності перебувало 16,3 % осіб, у тому числі 0,0 % дітей у віці до 18 років та 11,1 % осіб у віці 65 років та старших.
Цивільне працевлаштоване населення становило 29 осіб. Основні галузі зайнятості: виробництво — 44,8 %, публічна адміністрація — 20,7 %, освіта, охорона здоров'я та соціальна допомога — 20,7 %.